# Abadía de la Cervara
La Abadía de La Cervara o La Cervara (San Jerónimo de La Cervara) (en italiano: abbazia di San Girolamo al Monte di Portofino) fue un antiguo convento italiano de origen medieval. Hoy es una propiedad privada y su iglesia está abierta al culto católico. Próxima a la pequeña localidad de Paraggi, junto a la costa. Se llega por la carretera provincial 227 que va de Santa Margherita Ligure al pequeño pueblo turístico de Portofino, en la región de (Liguria).

## Historia
En la Edad Media este lugar y la costa, repleta de vegetación boscosa, era conocido como Silvaria (de Silvas, del latín "bosque"), término que derivó en Cervara.
El edificio fue construido en 1361 según la idea de Otto Lanfranco, capellán de la abadía de San Stefano de Génova, tras haberlo acordado en marzo de 1360 con los monjes colombinos, dueños del terreno. En pocos años fue erigido el monasterio colombino dedicado a san Jerónimo.
La política renovadora del papa Eugenio IV (1383-1431-1447), acabado el "Pequeño Cisma" (1378-1417), que introdujo en la iglesia y los conventos instrucciones favorables al papado e intelectualmente válidas, también en relación con la expansión del Humanismo renacentista, se apoyó en los monjes benedictinos (hábito negro), quienes se hicieron cargo de la Cervara. Pasó igual con otras iglesias genovesas, especialmente con las que estaban bajo la regla de san Colombano (de hábito blanco), que fueron convertidas en benedictinas: Santa Maria di Castello, la Santissima Annunziata di Sturla, la Madonna del Monte, la Catuja de Rivarolo, etc. Los monjes benedictinos adquirieron la edificación en 1420, después de los grandes daños ocasionados por el conflicto entre los güelfos y los gibelinos. En 1435 el papa Eugenio IV autorizó los trabajos de restauración.
Desde el punto de vista de la historia del arte, el monasterio se convirtió en el centro de difusión del arte flamenco en la Liguria, especialmente por la presencia en el convento del Políptico de La Cervara, de Gerard David (h. 1460-1528), y del tríptico portátil de la Adoración de los Reyes Magos (conservado en el palazzo Bianco de Génova) de Pieter Coecke van Aelst (1502-1550), pintor flamenco activo en Amberes, estilísticamente parecido a los manieristas italianos.
El monasterio de La Cervara fue convertido en abadía en 1546. Por entonces se reforzó aún más el recinto para protegerlo de los ataques y saqueos llevados a cabo por los piratas sarracenos en las ciudades cercanas de Santa Margherita de Liguria, Rapallo, Camogli y Recco. El edificio sufrió un cambio arquitectónico notable, especialmente los nuevos claustros y la torre campanario.
A finales del siglo XVIII, tras la supresión de las órdenes religiosas en 1798-1799 impuesta por la República de Liguria en tiempos de Napoleón Bonaparte, la abadía fue abandonada, saqueada y finalmente utilizada como casa de campo. En 1804 los monjes trapenses, llegados de Francia, adquirieron el complejo monástico abriendo una escuela, pero se fueron al poco (1811). Luego fue propiedad de la archidiócesis de Génova que puso a la venta todo el monasterio en 1859.
En 1868 fue adquirida por el marqués Giacomo Filippo Durazzo y tres años más tarde (1871) se vendió a los Padres Somascos. De 1901 a 1937 fue confiada a los monjes cartujos franceses exiliados. En 1912 fue declarado monumento nacional italiano. Hoy la abadía pertenece a particulares y está abierta al público para actuaciones culturales o conciertos musicales y puede visitarse en pequeños grupos con cita previa.

### Restauración
La abadía fue remodelada por primera vez en el siglo XVI, cuando se hicieron obras en el ábside mayor. Durante el siglo XVII se modificaron el altar mayor y el coro. En el siglo XVIII, la iglesia se decoró en mármol y se pintaron las paredes.
Los propietarios actuales, inmediatamente después de comprar la abadía, comenzaron un trabajo de restauración sin precedentes que está devolviendo al monasterio su antigua belleza. La restauración larga y cuidadosa tiene como objetivo la recuperación total del monumento. Su parte estructural está a cargo del arquitecto Mide Osculati, mientras que la parte pictórica la lleva la restauradora Pinin Brambilla Barcilon (responsable de la restauración de "La última cena" de Leonardo da Vinci y director del Centro de Conservación y Restauración "La Venaria Reale"), todo bajo la supervisión de la "Soprintendenza per i Beni Ambientali e Architettonici" de Liguria (Superintendencia de los Bienes Ambientales y Arquitectónicos de la Región de Liguria). Durante 2011 se recuperó otra cámara en la torre-prisión de Francisco I (1494-1547): una lápida recuerda su estancia forzada y recuerda las palabras que escribió a su madre Luisa de Saboya (1476-1531) en la noche de la desastrosa batalla de Pavía, el 24 de febrero de 1525, contra el ejército del emperador Carlos V: «¡Todo está perdido, excepto el honor!»

## La abadía
En la abadía se encuentra la iglesia católica, el claustro del siglo XVI, la torre sarracena, el edificio principal (hoy residencia) y el espléndido jardín italiano.

### La iglesia y el claustro
La iglesia es de planta de cruz latina, con el típico ábside inclinado que representa la cabeza reclinada de Cristo.
Las columnas que separan las tres naves parecen estar hechas con bloques alternos de pizarra y mármol, en un estilo arquitectónico típico de la Liguria, pero en realidad son ladrillos recubiertos con yeso de dos tonalidades.
Durante los recientes trabajos de restauración, se descubrió una sepultura que probablemente sea del Arzobispo de Génova, Guido Scetten, poeta y literato, compañero de estudio y amigo de Francesco Petrarca (1304-1374).
El claustro es de forma cuadrangular con dos galerías superpuestas.

### La torre sarracena
Está ubicada en la entrada del complejo, frente a la fachada de la iglesia. Fue construida en el siglo XVI para defenderse de las incursiones de los piratas sarracenos (berberiscos). Aunque su función era de torre vigía tiene la peculiaridad de estar en una posición retrasada (detrás de la iglesia) respecto al monasterio, se cree que como signo de respeto y subordinación al recinto sagrado monacal.

### El jardín a la italiana
Lo que una vez fue el jardín de los monjes benedictinos es hoy el único jardín monumental italiano conservado en Liguria. Es único en su género, tanto porque tiene vistas al mar (en Liguria no hay otros porque las plantas sufren por la salinidad), tanto porque se extiende en dos niveles. La sensación es la de estar en la proa de un barco casi completamente rodeado por el mar y la costa: por un lado el golfo de Tigullio, que se extiende desde Rapallo a Chiavari, del otro, el promontorio de Portofino, con las ensenadas de Paraggi y Portofino.
El jardín italiano es simple, lineal, proporcionado y sin excesos formales, vistosos y floridos, como corresponde a un lugar que fue espacio religioso. Los setos son de boj (Buxus sempervirens L.) y hay conos que circundan la fuente en mármol del siglo XVII, que contiene la figura de un niño (putto).
En torno al jardín y al edificio principal, se alternan terrazas y jardines enmarcados por pérgolas, columnas pintadas o de ladrillo, plantas con flores raras y excepcionales que llaman la atención según sea la estación del año: las columnas del jardín superior están completamente cubiertas de jazmín fragante (Trachelospermum jasminoides L.), buganvillas de color rosa, el árbol de pimienta rosa, camelias, rosas, hortensias y varias otras especies.
En la parte del monte hay otro jardín, hecho en terrenos de cultivo, en donde se pierde la vista del jardín monumental pero no la del mar, y rodeado del típico bosque mediterráneo característico en el que abunda la encina, el pino de Alepo, el lentisco, el viburnum, el madroño etc. entre los que se mueven animales e insectos propios de este bosque.

### El jardíndei Sempliciy el jardíndelle Esperidi
En el lado que da al monte se ha mantenido el huerto tradicional, en el que los monjes cultivaban variedades de plantas semplici, aquellas que tenían virtudes medicinales, plantas y hierbas del promontorio de Portofino. Alternan tales cultivos con especímenes raros de cítricos en macetas de terracota, como era tradición en las abadías.
Se cultivan estas hierbas: Calendula, Allium schoenoprasum, Artemisia dracunculus (tarragon), Ruta graveolens (rue grass), Helichrysum italicum (helichrysum), Melissa officinalis, Mentha piperita, Origanum vulgare, Origanum majorana (marjoram), Pimpinella anisum (anise or pimpinella), Rheum rhabarbarum (ruibarbo), Salvia rosmarinus (romero), Salvia officinalis (salvia), Santolina chamaecyparissus (Abrótano hembra), Thymus (Tomillo), Thymus citriodorus (tomillo limón), ...
En el jardín de las Hesperides se encuentran plantas de cítricos: limón, pera de bey, naranja amarga, pomelo, calamondina, mandarina, naranjo enano, mano de vida Citrus medica var. sarcodactylis.

## Personajes hospedados en la abadía
Por San Girolamo della Cervara han pasado grandes personajes, entre otros el poeta Francesco Petrarca, Santa Catalina de Siena a su vuelta de Aviñón, el papa Gregorio XI (1376), el príncipe Maximiliano de Austria, don Juan de Austria, el general que venció a los turcos en la batalla de Lepanto (1571); el humanista Alessandro Piccolomini y Guillermo Marconi estuvieron allí. Algunos pararon en La Cervara contra su voluntad. Fue el caso del ya mencionado Francisco I, rey de Francia, encarcelado en la torre vigía a la espera de salir para España.